# Coccus africanus
Coccus africanus är en insektsart som först beskrevs av Robert Newstead 1898.  Coccus africanus ingår i släktet Coccus och familjen skålsköldlöss. Inga underarter finns listade i Catalogue of Life.